# Aphyculus zavadili
Aphyculus zavadili är en stekelart som beskrevs av Hoffer 1954. Aphyculus zavadili ingår i släktet Aphyculus och familjen sköldlussteklar.
Artens utbredningsområde är:
- Österrike.
- Bulgarien.
- Tjeckien.
- Slovakien.
- Finland.
- Ungern.
- Moldavien.

Inga underarter finns listade i Catalogue of Life.